# Springfield International Tennis Classic 1978
Il Springfield International Tennis Classic 1978 è stato un torneo di tennis giocato sul sintetico indoor. È stata la 2ª edizione del Springfield International Tennis Classic, che fa parte del Colgate-Palmolive Grand Prix 1978. Si è giocato a Springfield negli Stati Uniti, dal 12 al 18 febbraio 1978.

## Campioni

### Singolare
Heinz Günthardt ha battuto in finale  Harold Solomon con il punteggio di 6–3, 3–6, 6–2

### Doppio
Robert Lutz /  Stan Smith hanno battuto in finale  Jan Kodeš /  Marty Riessen con il punteggio di 6–3, 6–3